# Herbert Karlsson
Karl Karlsson (Göteborg, 8 agosto 1896 – Göteborg, 12 ottobre 1952) è stato un calciatore svedese, di ruolo attaccante.

## Carriera

### Nazionale
Nel 1920 prese parte alle Olimpiadi con la sua Nazionale e fu capocannoniere della competizione con 7 reti.

## Statistiche

### Cronologia presenze e reti in nazionale
| Cronologia completa delle presenze e delle reti in nazionale ― Svezia | Cronologia completa delle presenze e delle reti in nazionale ― Svezia | Cronologia completa delle presenze e delle reti in nazionale ― Svezia | Cronologia completa delle presenze e delle reti in nazionale ― Svezia | Cronologia completa delle presenze e delle reti in nazionale ― Svezia | Cronologia completa delle presenze e delle reti in nazionale ― Svezia | Cronologia completa delle presenze e delle reti in nazionale ― Svezia | Cronologia completa delle presenze e delle reti in nazionale ― Svezia |
| Data                                                                  | Città                                                                 | In casa                                                               | Risultato                                                             | Ospiti                                                                | Competizione                                                          | Reti                                                                  | Note                                                                  |
| --------------------------------------------------------------------- | --------------------------------------------------------------------- | --------------------------------------------------------------------- | --------------------------------------------------------------------- | --------------------------------------------------------------------- | --------------------------------------------------------------------- | --------------------------------------------------------------------- | --------------------------------------------------------------------- |
| 15-9-1918                                                             | Kristiania                                                            | Norvegia                                                              | 2 – 1                                                                 | Svezia                                                                | Amichevole                                                            | -                                                                     |                                                                       |
| 20-10-1918                                                            | Göteborg                                                              | Svezia                                                                | 1 – 2                                                                 | Danimarca                                                             | Amichevole                                                            | -                                                                     |                                                                       |
| 5-6-1919                                                              | Copenaghen                                                            | Danimarca                                                             | 3 – 0                                                                 | Svezia                                                                | Amichevole                                                            | -                                                                     |                                                                       |
| 9-6-1919                                                              | Amsterdam                                                             | Paesi Bassi                                                           | 3 – 1                                                                 | Svezia                                                                | Amichevole                                                            | 1                                                                     |                                                                       |
| 29-6-1919                                                             | Kristiania                                                            | Norvegia                                                              | 4 – 3                                                                 | Svezia                                                                | Amichevole                                                            | 1                                                                     |                                                                       |
| 24-8-1919                                                             | Stoccolma                                                             | Svezia                                                                | 4 – 1                                                                 | Paesi Bassi                                                           | Amichevole                                                            | 3                                                                     |                                                                       |
| 14-9-1919                                                             | Göteborg                                                              | Svezia                                                                | 1 – 5                                                                 | Norvegia                                                              | Amichevole                                                            | -                                                                     |                                                                       |
| 12-10-1919                                                            | Stoccolma                                                             | Svezia                                                                | 3 – 0                                                                 | Danimarca                                                             | Amichevole                                                            | 3                                                                     |                                                                       |
| 6-6-1920                                                              | Stoccolma                                                             | Svezia                                                                | 0 – 1                                                                 | Svizzera                                                              | Amichevole                                                            | -                                                                     |                                                                       |
| 27-6-1920                                                             | Kristiania                                                            | Norvegia                                                              | 0 – 3                                                                 | Svezia                                                                | Amichevole                                                            | 1                                                                     |                                                                       |
| 28-8-1920                                                             | Anversa                                                               | Svezia                                                                | 9 – 0                                                                 | Grecia                                                                | Olimpiadi 1920 - Turno di qualificazione                              | 5                                                                     |                                                                       |
| 29-8-1920                                                             | Anversa                                                               | Paesi Bassi                                                           | 5 – 4                                                                 | Svezia                                                                | Olimpiadi 1920 - Quarti di finale                                     | 2                                                                     |                                                                       |
| 1-9-1920                                                              | Anversa                                                               | Spagna                                                                | 2 – 1                                                                 | Svezia                                                                | Olimpiadi 1920 - Torneo di consolazione                               | -                                                                     |                                                                       |
| 24-7-1921                                                             | Stoccolma                                                             | Svezia                                                                | 1 – 3                                                                 | Austria                                                               | Amichevole                                                            | -                                                                     |                                                                       |
| 9-10-1921                                                             | Stoccolma                                                             | Svezia                                                                | 0 – 0                                                                 | Danimarca                                                             | Amichevole                                                            | -                                                                     |                                                                       |
| 6-11-1921                                                             | Budapest                                                              | Ungheria                                                              | 4 – 2                                                                 | Svezia                                                                | Amichevole                                                            | 2                                                                     |                                                                       |
| 13-11-1921                                                            | Praga                                                                 | Cecoslovacchia                                                        | 2 – 2                                                                 | Svezia                                                                | Amichevole                                                            | 1                                                                     |                                                                       |
| 9-7-1922                                                              | Stoccolma                                                             | Svezia                                                                | 1 – 1                                                                 | Ungheria                                                              | Amichevole                                                            | -                                                                     |                                                                       |
| 13-8-1922                                                             | Stoccolma                                                             | Svezia                                                                | 0 – 2                                                                 | Cecoslovacchia                                                        | Amichevole                                                            | -                                                                     |                                                                       |
| 23-8-1922                                                             | Stoccolma                                                             | Svezia                                                                | 0 – 0                                                                 | Norvegia                                                              | Amichevole                                                            | -                                                                     |                                                                       |
| Totale                                                                |                                                                       | Presenze                                                              | 20                                                                    |                                                                       | Reti                                                                  | 19                                                                    |                                                                       |

## Palmarès

### Club
- Campionato svedese: 1

IFK Göteborg: 1918

### Individuale
- Capocannoniere dei Giochi olimpici: 1

Anversa 1920 (7 gol)